# 카포디몬테
카포디몬테(이탈리아어: Capodimonte)는 이탈리아 라치오주 비테르보도에 위치한 코무네다. 로마로부터 북서쪽 90km, 비테르보로부터 북서쪽 20km 거리에 있다. 볼세나 호수의 남서쪽 해안가에 위치해있다.